# Абу'л-Касим Ахмад ібн Касі
Абу'л-Касим Ахмад ібн Касі (*д/н — 1151) — емір Мертольської тайфи в 1144—1045 і 1146—1151 роках.

## Життєпис
Походив з клану Бану-Касі. Народився у м. Сілб. Обіймав тут якусь незначну посаду. Зрештою він продав усі свої товари, роздав гроші бідним і став мюридом. Був учнем Халафа Аллаха аль-Андалусі та Ібн-Халіля в Ньєблі.
Потім подорожував Аль-Андалусом, розповсюджуючи ідеї суфізму та імама Ібн Баррахама. Поступово зібрав навколо себе численних прихильників, з яких став формувати збройні загони. 1141 року в Марракеші помирає суфійський імам Ібн аль-Арфіса, а 1142 року Абу'л-Касим оголосив себе новим імамом суфіїв і махді. В цей час починається занепад влади Альморавідів на Піренейському півострові.
1144 року раптово захопив місто Мертола, що стало центром нової держави. На бік імама перейшли інші очільники повстань проти Альморавідів — Сідрай ібн Вазир та Ібн Мундхір. Невдовзі було захоплено Евора, Бежа, Уельва, Ньєбла та Сілб. Було здійснено спробу захопити Севільї. Разом з тим встановив гарні стосунки з Афонсу I, королем Португалії.
Втім 1145 року Ібн Вазир, що зміцнився в бадахосі, повалив Абу'л-Касима. У 1146 році він зумів відновити владу, але відчував непевність становища, тому звернувся до Абд аль-Муміна, який 1147 року відправив свої війська на Піренеї. Але поступово Абу'л-Касим фактично втратив владу в своїй державі, тому 1150 року розпочав перемовини з Афонсу I щодо спільних дій проти Альмохадів, але ібн Касі вбили 1151 року в Сілбі.

## Творчість
Автор філософського трактату «Зняття сандалів».